# Charlotte de Rothschild
Ne pas confondre avec Charlotte von Rothschild (1819-1884), socialite et collectionneuse d'art.
Charlotte de Rothschild, également appelée Charlotte Nathaniel de Rothschild, née le 6 mai 1825 à Paris, ville où elle est morte le 20 juillet 1899, est une peintre, graveuse et musicienne française, et une figure mondaine du Second Empire, membre de la famille Rothschild.

## Biographie
Élève d'Hercule Trachel et de Nélie Jacquemart, Charlotte de Rothschild expose au Salon à partir de 1864 et à Londres à partir de 1879. Elle est membre fondatrice de la Société d'aquarellistes français.
Frédéric Chopin, dont elle est l'élève, lui dédie sa Valse op. 64 no 2, celle en la-bémol majeur op. 69 no 1, sa Valse en la mineur ainsi que sa 4ème Ballade op. 52.
Une rose lui est dédiée en 1884 par Pernet père sous le nom de Baronne Nathaniel de Rothschild.